# Roeselia elegans
Roeselia elegans är en fjärilsart som beskrevs av Inoue 1991. Roeselia elegans ingår i släktet Roeselia och familjen trågspinnare. Inga underarter finns listade.